# Mena
Mena (ukr. Мена) – miasto na Ukrainie w obwodzie czernihowskim, siedziba władz rejonu meńskiego i hromady Mena.
Stacja kolejowa.

## Historia
W 1408 r. Mena została wymieniona w źródle pisemnym jako osada należąca do wielkiego księstwa litewskiego, a w 1618 r. jako należąca do Korony Królestwa Polskiego.
W połowie XVII wieku zbudowano w Mieni fortyfikację w postaci ziemnego wału z parkanem dębowym, trzema bramami i dwoma wieżami w celu obrony przed atakami Tatarów. Warownia miała 7 wyjść do rzeki.
W XIX w. – miasteczko znajdowało się w powiecie sośnickim guberni czernihowskiej Cesarstwa Rosyjskiego. W 1874 r. przeprowadzono przez miejscowość linię kolejową. 
Status miasta posiada ponownie od 1966.

## Demografia
- 1959 – 7 373[4]
- 1989 – 13 120[2][5].
- 2013 – 12 264[6]